# Деплас, Жан
Жан Депла́с (фр. Jean Deplace; 1944, Сент-Этьен, департамент Луара, Франция — 30 ноября 2015, Страсбург, департамент Нижний Рейн, Франция) — французский виолончелист и музыкальный педагог.

## Биография
В 1963 году окончил Парижскую Высшую национальную консерваторию музыки и танца, став одним из последних учеников Мориса Марешаля. С 1981 году — солист Страсбургского филармонического оркестра и преподаватель Страсбургской консерватории. В 1981—2003 годах — преподаватель Лионской Высшей национальной консерватории музыки и танца.
Супруг пианистки Андре Плен, с которой выступал дуэтом, в том числе, совершили гастроли по Японии и США. Концертировал с Филармоническим оркестром Радио Франции, Филармоническим оркестром Монте-Карло, Симфоническим оркестром Баварского радио, принимал участие в фестивале «Флорентийский музыкальный май».
Первая премия конкурса Парижской консерватории. Победитель конкурсов в Женеве, Будапеште и Флоренции.